# Edith Wharton

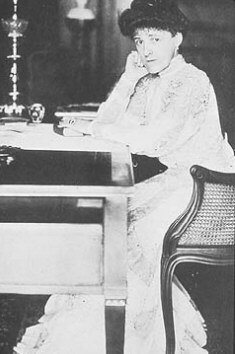
Edith Wharton, 1915

Edith Wharton (* 24. Januar 1862 als Edith Newbold Jones in New York City; † 11. August 1937 in Saint-Brice-sous-Forêt, Frankreich) war eine amerikanische Schriftstellerin und Verfasserin sozialkritischer Romane. Sie war die erste Frau, die einen Pulitzer-Preis für Literatur erhielt (1921 für ihren Roman Zeit der Unschuld), und sie wurde dreimal für den Nobelpreis für Literatur nominiert.

## Leben
Edith Wharton wurde 1862 als drittes Kind von George Frederic Jones und Lucretia Stevens Rhinelander in die amerikanische Ostküstenelite von New York City hineingeboren. Ihre Kindheit war geprägt von Etikette, gesellschaftlicher Repräsentation und dem strengen Hausunterricht ihrer europäischen Gouvernante. Dabei begann sie früh zu lesen und entwickelte bald literarisches Talent, sollte jedoch ein Leben lang gegen die gesellschaftlichen und erzieherischen Konventionen ihrer Kindheit ankämpfen. 
1885 heiratete sie Edward Robbins „Teddy“ Wharton, einen zwölf Jahre älteren Bankier aus Boston, mit dem sie zunächst in New York City, dann später abwechselnd in dem als The Mount bekannt gewordenen Anwesen in Massachusetts und auf Rhode Island zusammenlebte. Sie fand heraus, dass ihr Mann Geld für jüngere Frauen ausgab. Die Ehe zerbrach langsam. Geflüchtet nach Paris, begann sie 1908 eine Affäre mit dem für The Times schreibenden Journalisten William Morton Fullerton. Er war die große Liebe ihres Lebens, und durch ihn entwickelte sie sich zu einer sexuell befreiten Frau. Diese Beziehung hielt drei Jahre, danach lebte sie allein in Paris. Ihre eigene Geschichte weckte die Lust am Schreiben. Reale Personen finden sich in ihren Werken wieder. Sie wurde schnell bekannt und konnte als Autorin ihren Lebensunterhalt verdienen.
Whartons erstes Buch, The Decoration of Houses, erschien 1897 und war ein mit einem befreundeten Architekten veröffentlichtes Sachbuch. „Es wurde ein großer Erfolg und ein erstes Standardwerk der Innenarchitektur. [...] Was Wharton hier vertritt, ist im Grunde nichts anderes als das Prinzip Form follows Function, nur zwei Jahrzehnte später einer der wichtigsten Grundsätze des Bauhauses.“
1913 wurde die kinderlose Ehe mit Edward Wharton geschieden. Sie heiratete nie wieder. Stattdessen reiste sie viel und half Flüchtlingen während des Ersten Weltkriegs. Sie schrieb für amerikanische Zeitungen Berichte über den Krieg. Ihre Schrift Frankreich im Krieg von 1915 beeinflusste die Entscheidung der amerikanischen Politik zum Kriegseintritt 1917. Selbst reiste sie nur noch einmal in die Vereinigten Staaten, um 1920 den Pulitzer-Preis für Zeit der Unschuld entgegenzunehmen.

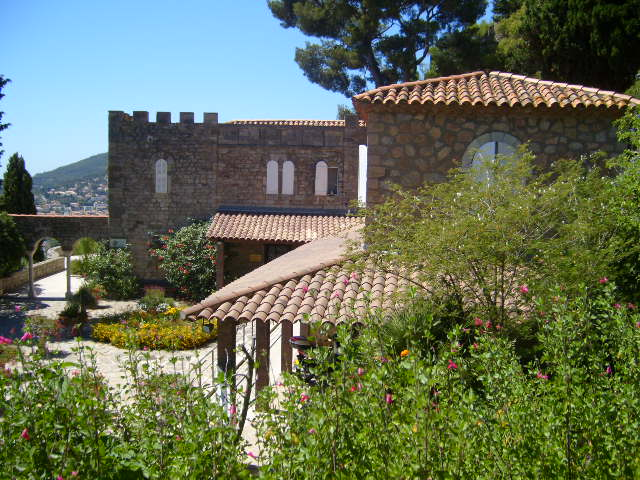
Das Castel St. Claire, ein Wohnsitz Edith Whartons

Viele Intellektuelle ihrer Zeit, unter anderem Theodore Roosevelt, F. Scott Fitzgerald und Ernest Hemingway, trafen sich in ihrem „Salon“ zum Gedankenaustausch. Sie pflegte eine innige platonische Freundschaft mit Henry James. Unter ihren Freunden waren Walter Van Rensselaer Berry und Bernard Berenson, mit denen sie 1913 durch Deutschland reiste. Wharton besaß zwei Häuser in Frankreich, eines im Norden von Paris, den Pavillon Colombe, und eines bei Hyères, das Castel St. Claire. Heute sind Schloss und der 6500 Quadratmeter große Park, in dem seltene südamerikanische und australische Pflanzenarten wachsen, Eigentum der Stadt Hyères und zu besichtigen. Edith Wharton starb 1937 im Alter von 75 Jahren im französischen Saint-Brice-sous-Forêt infolge eines Schlaganfalls. Ihr Grab befindet sich auf dem Cimetière des Gonards in Versailles. Auf ihrem Grabstein ist zu lesen: „O Crux Ave Spes Unica“ – „Oh Kreuz, sei gegrüßt, du einzige Hoffnung“.

## Literarische Bedeutung
Whartons zentrale Themen waren soziale Konflikte, unterdrückte Sexualität, veraltete gesellschaftliche Strukturen und der Stand der Neureichen. Sie war die erste Frau, die einen Pulitzer-Preis für Literatur gewann und wurde 1927, 1928 und 1930 für den Nobelpreis für Literatur nominiert.
Ihre Werke wurden von ihrem Tod bis in die 1970er Jahre hinein als altmodisch angesehen. Durch ihre Biografie sowie Buchverfilmungen, wie beispielsweise Martin Scorseses filmische Adaption ihres Romans The Age of Innocence, die im deutschsprachigen Raum unter dem Titel Zeit der Unschuld (1993) gezeigt wurde, entstand neues Interesse an ihren Werken.

## Auszeichnungen

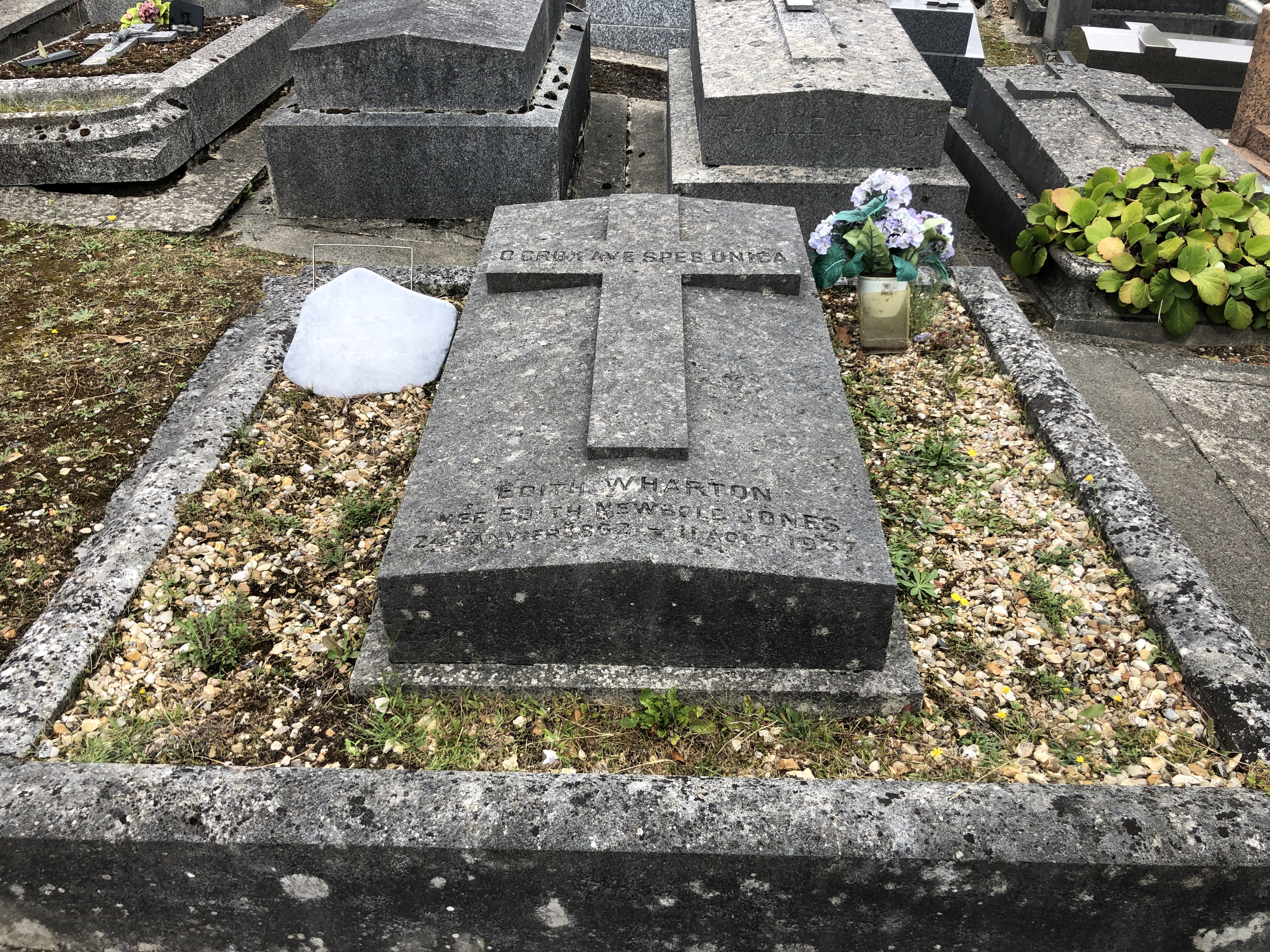
Grab auf dem Cimetière des Gonards in Versailles.

- Pulitzer-Preis: 1921 für Zeit der Unschuld
- 1926 Wahl in die American Academy of Arts and Letters[4]

## Werke (Auswahl)
- mit Ogden Codman, Jr.: The Decoration of Houses. 1897; 1898 B. T. Batsford, London.
  - Reprint 2007: Rizzoli, New York City, USA, ISBN 978-0-8478-2916-3.
- The Greater Inclination. (Geschichten) 1899.
- The Touchstone. 1900; dt. Der Prüfstein. Novelle. Übers. Manfred Allié. Dörlemann Verlag, Zürich 2004, ISBN 3-908777-11-9.
- The Valley of Decision. (Novelle) 1902.
- Italian Backgrounds. 1905, dt. Italien: Reisebilder. Übers. Gerlinde Voelker. Insel Verlag, Berlin 2001, ISBN 3-458-34431-4.
- The House of Mirth. 1905; dt. Das Haus der Freude. Übers. Gerlinde Völker. Reclams Universalbibliothek, 8520, Stuttgart 1988, ISBN 3-15-008520-9 (als Hardcover ebd. ISBN 3-15-028520-8); auch als Haus Bellomont. Die verborgene Leidenschaft der Lily Bart, München 2001, ISBN 978-3-453-18873-0.
- Madame de Treymes. 1907. Dt. Madame de Treymes. Übers. Jan Ziegler. epubli 2017 (Eigenverlag).
- Afterward. 1910; dt. Hinterher Übers. Heiko Postma. JMB, Hannover 2015, ISBN 978-3-944342-62-7.
- Ethan Frome. 1911; dt.: Die Schlittenfahrt. Übers. Victor Lange. Herbig Verlag 1948; auch als Der Unfall, Leipzig 1971.
  - Winter, dt. von Michaela Missen. München 1990, ISBN 978-3-492-11262-8.
  - Ethan Frome, dt. von Claudia Wenner. marix Verlag, Wiesbaden 2017. ISBN 978-3-7374-1059-5.
- The Reef, 1912; dt. Das Riff. Übers. Renate Orth-Guttmann. Manesse, Zürich 1997, ISBN 3-7175-1904-2.
- The Custom of the Country. 1913; dt.: Die kühle Woge des Glücks. Übers. Karen Lauer. Pieper Verlag, München 1997, ISBN 3-492-03762-3.
- Summer. 1917.
  - Sommer. Eine Liebesgeschichte. Dt. von Benjamin Schwarz, Zürich 1994, ISBN 978-3-492-11885-9.
- The Age of Innocence. 1920; dt. erstmals Amerikanische Romanze Übers. Richard Kraushaar. Herbig, Berlin 1939; Nachkriegs-Ausgaben: Im Himmel weint man nicht Übers. Lotte Katscher & Herbert Brunar. Rohrer, Wien 1951 (sowie Buchclubs); weitere häufige Aufl. ab 1986 udT: Zeit der Unschuld; Übers. Kraushaar (wie 1939) & Benjamin Schwarz.[5]
  - Neuübersetzung von Andrea Ott im Manesse Verlag, München 2015.
- The Glimpses of the Moon. 1922; dt. Der flüchtige Schimmer des Mondes.
  - Neuausgabe, übersetzt von Inge Leipold: Traumtänzer, Roman. Edition Ebersbach, Berlin 2012, ISBN 978-3-86915-041-3; 2012 auch als btb-Taschenbuch.
- Twilight sleep. 1927; dt. Dämmerschlaf. Manesse, Zürich 2013, ISBN 978-3-7175-2172-3.
- Hudson River Bracketed. 1929; dt. Ein altes Haus am Hudson River. Übers. Andrea Ott. Manesse, Zürich 2011, ISBN 978-3-7175-2230-0.
- The Gods arrive. 1932, Fortsetzung von "Hudson River Bracketed".
- A Backward Glance. (Memoiren), 1934.
- Ghosts. 1937. Gespenstergeschichten. Dt. von Andreas Vollstädt, Berlin 2011, ISBN 978-3-458-35776-6.
- The Buccaneers. 1938. (blieb seitens Wharton unvollendet, von Marion Manwaring 1993 zu Ende geschrieben).
  - Die Freibeuterinnen, Frankfurt/Main 1994, ISBN 978-3-8105-2320-4.

## Verfilmungen (Auswahl)
- 1934: The Age of Innocence – Regie: Philip Moeller – mit Irene Dunne
- 1939: Die alte Jungfer (The Old Maid) – Regie: Edmund Goulding – mit Bette Davis
- 1989: Meine liebe Rose (The Children) – Regie: Tony Palmer – mit Geraldine Chaplin, Ben Kingsley
- 1993: Ethan Frome – Regie: John Madden – mit Liam Neeson
- 1993: Zeit der Unschuld (The Age of Innocence) – Regie: Martin Scorsese
- 2000: Haus Bellomont (The House of Mirth) – Regie: Terence Davies
- 2023: The Buccaneers, britische Fernsehserie von Apple TV+